# Großhennersdorf
Großhennersdorf is een ortsteil van de stad Herrnhut in het zuidoosten van de Duitse deelstaat Saksen. Op 1 januari 2011 werd de tot dan toe zelfstandige gemeente Großhennersdorf onderdeel van Herrnhut.